# Магістр
Магі́стр, заст. магі́стер (від лат. magister «вчитель»), подекуди ма́стер (англ. master) — освітній ступінь, що здобувається на другому рівні вищої освіти та присуджується закладом вищої освіти внаслідок успішного виконання здобувачем вищої освіти відповідної освітньої програми.

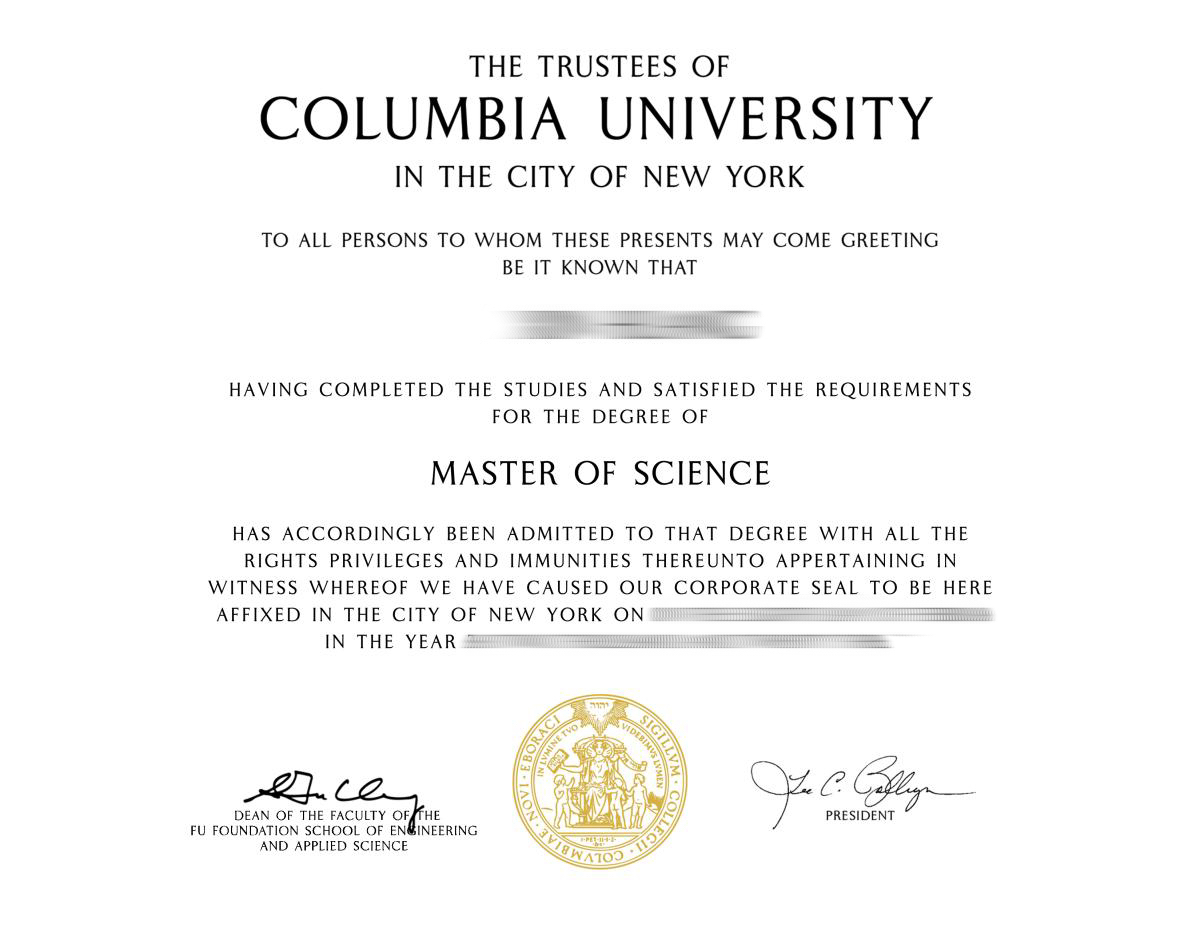
Ступінь, наданий Колумбійським університетом, університетом Ліги плюща в Нью-Йорку

У Середньовіччі вчений ступінь магістра — Magister artium liberalium (скороч. M. A. L.) носив науковець так званих вільних наук, який закінчив універститет та склав відповідні іспити.
Ступінь магістра здобувається за освітньо-професійною або за освітньо-науковою програмою. Обсяг освітньо-професійної програми підготовки магістра становить 90–120 кредитів ЄКТС, обсяг освітньо-наукової програми — 120 кредитів ЄКТС. Освітньо-наукова програма магістра обов'язково включає дослідницьку (наукову) компоненту обсягом не менше 30 відсотків.
Особа має право здобувати ступінь магістра за умови наявності в неї першого ступеня вищої освіти — бакалавра.
Ступінь магістра медичного, фармацевтичного або ветеринарного спрямування здобувається на основі повної загальної середньої освіти і присуджується закладом вищої освіти внаслідок успішного виконання здобувачем вищої освіти відповідної освітньої програми, обсяг якої становить 300—360 кредитів ЄКТС.
У досліджуваній області випускники магістратури повинні володіти глибокими знаннями з теоретичних і прикладних питань; навички високого рівня в аналізі, критичному оцінюванні або професійному застосуванні; і здатність вирішувати складні проблеми та мислити строго та незалежно.

## Історія

### Середньовіччя
Ступінь магістра бере свій початок із зародження європейських університетів, з папською буллою 1233 року, яка постановляла, що кожен, хто отримав ступінь магістра в Тулузькому університеті, повинен мати право вільно викладати в будь-якому іншому університеті. Таким чином, первісне значення ступеня магістра полягало в тому, що той, хто отримав звання (ступінь) магістра (тобто викладача) в одному університеті, повинен бути прийнятий на таке ж звання в інших університетах. Поступово це стало офіційним як licentia docendī (дозвіл на викладання). Спочатку магістра і доктора не розрізняли, але до XV століття в англійських університетах стало звичаєм називати викладачів нижчих факультетів (мистецтв і граматики) магістрами, а вищих факультетів — докторами. Спочатку ступінь бакалавра мистецтв (BA) присуджувався за вивчення тривіуму, а ступінь магістра мистецтв (MA) — за вивчення квадривіуму.
Від пізнього середньовіччя до XIX століття модель ступенів полягала в тому, щоб мати ступінь бакалавра та магістра на нижчих факультетах і мати бакалавра та доктора на вищих факультетах. У США перші ступені магістра (Magister Artium, або магістра мистецтв) надавалися в Гарвардському університеті незабаром після його заснування. У Шотландії дореформовані університети (Сент-Ендрюс, Глазго та Абердін) розвивалися так, що шотландський ступінь магістра став їхнім першим ступенем, тоді як в Оксфорді, Кембриджі та Трініті-коледжі Дубліна ступінь магістра присуджували випускникам бакалавра з певним статусом без подальший іспит з кінця XVII століття, його головною метою було надання повного членства університету. У Гарварді правила 1700 року вимагали, щоб кандидати на ступінь магістра мали скласти публічний іспит, але до 1835 він був присвоювався в стилі Оксбриджа, через три роки після ступеня бакалавра.

### XIX століття
У XIX столітті відбулося велике розширення різноманітності пропонованих ступенів магістра. На початку століття єдиним ступенем магістра був ступінь магістра, який зазвичай присуджувався без подальшого навчання чи іспиту. Ступінь магістра хірургії був запроваджений Університетом Глазго в 1815 році. До 1861 року він був прийнятий по всій Шотландії, а також у Кембриджі та Даремі в Англії та Дублінському університеті в Ірландії. Коли Філадельфійський коледж хірургів був заснований у 1870 році, він також присвоїв ступінь магістра хірургії, «таку саму, як і в Європі».
У Шотландії в Единбурзі до середини XIX століття існували окремі ступені бакалавра та магістра, хоча існували великі сумніви щодо якості шотландських ступенів цього періоду. У 1837 році в Англії в новоствореному Даремському університеті було знову запроваджено окремі іспити для отримання магістра, а в 1840 році цьому прикладу послідував Лондонський університет., який був уповноважений своїм статутом надавати ступені лише за іспитом.
У США відродження ступеня магістра як екзаменаційної кваліфікації почалося в 1856 році в Університеті Північної Кароліни, а потім в Університеті Мічігану в 1859 році. Іноді можна було здобути ступінь магістра або за іспитом, або за вислугою років у тому самому закладі; наприклад, у Мічігані ступінь магістра «на курсі» було введено в 1848 році і востаннє присуджувалося в 1882 році, тоді як ступінь магістра «на іспиті» було введено в 1859 році.
Ймовірно, найважливішим ступенем магістра, запровадженим у XIX столітті, був ступінь магістра науки (MS у США, MSc у Сполученому Королівстві). У Мічиганському університеті це було введено у двох формах у 1858 році: «на курсі», вперше присуджено в 1859 році, і «на іспиті», вперше присуджено в 1862 році. «У курсі» MS востаннє присуджували в 1876 році. У 1858 році в Лондоні був відкритий факультет наук, університет отримав новий статут, який надавав йому повноваження «присвоювати кілька ступенів бакалавра, магістра та доктора мистецтв, права, науки, медицини, музики», але наукові ступені, які він присуджував, були бакалавром наук і доктором науки. Ті самі два ступені, знову без магістратури, були присуджені в Единбурзі, незважаючи на те, що ступінь магістра є стандартним ступенем бакалавра мистецтва в Шотландії. У 1862 році королівська комісія запропонувала Дарему присуджувати ступені магістра теології та науки (із запропонованими абревіатурами MT та MS, всупереч пізнішій британській практиці використання MTh або MTheol та MSc для цих ступенів), але її рекомендації були не введено в дію. У 1877 році Оксфорд запровадив ступінь магістра природничих наук разом із ступенем бакалавра природничих наук, щоб стояти поряд із ступенями магістра та бакалавра та присуджуватися студентам, які отримали дипломи в школі природничих наук з відзнакою. У 1879 році був оприлюднений статут про фактичне створення факультету природничих наук в Оксфорді , але в 1880 році пропозиція перейменувати ступінь магістра наук була відхилена разом із пропозицією надати магістрам природничих наук ступінь магістра мистецтв ступінь, щоб зробити їх повноправними членами університету.
Ступінь магістра науки (MSc) був кінцево запроваджений у Сполученому Королівстві в 1878 році в Даремі, а потім у новому Університеті Вікторії в 1881 році. В Університеті Вікторії як магістр, так і магістр науки наслідували приклад магістрів Дарема, вимагаючи подальшого іспиту для тих, хто має перший ступінь бакалавра, але не для тих, хто має диплом з відзнакою.

### ХХ століття
У 1900 році Дартмутський коледж представив ступінь магістра комерційних наук (MCS), яка вперше була присуджена в 1902 році. Це був перший ступінь магістра з бізнесу, попередник сучасного MBA. Ідея швидко перетнула Атлантику, у 1903 році в Манчестері було створено факультет комерції, який присуджував ступені бакалавра та магістра комерції. Протягом першої половини століття автоматичні ступені магістра для випускників з відзнакою зникли, оскільки дипломи з відзнакою стали стандартною кваліфікацією бакалавра у Сполученому Королівстві. У 1960-х роках нові шотландські університети (за винятком Данді, який успадкував ступінь бакалавра від Сент-Ендрюса) знову запровадили ступінь бакалавра мистецтв, відновивши ступінь магістра в якості післядипломної кваліфікації. Оксфорд і Кембридж зберегли свої магістратури, але перейменували багато їхніх післядипломних ступенів бакалавра на вищих факультетах у ступені магістра, наприклад, Кембриджський LLB став LLM у 1982 році, а Оксфордський BLitt, BPhil (за винятком філософії) і BSc стали MLitt, магістр і магістр наук.

### ХХІ століття
Болонська конвенція 1999 року започаткувала Болонський процес, який призвів до створення Європейського простору вищої освіти (ЄПВО). Це встановило трициклову класифікацію ступенів бакалавра—магістра—доктора, що призвело до прийняття ступенів магістра на всьому континенті, часто скасовуючи старі кваліфікації тривалого циклу, наприклад такі як магістер (мистецтво), диплом (науки) та державна реєстрація (професійні) премії в Німеччині. У міру того, як процес тривав, у 2004 році було введено дескриптори для всіх трьох рівнів і розроблено рекомендації щодо кредитів ЄКТС.

## Здобуття ступеня магістра

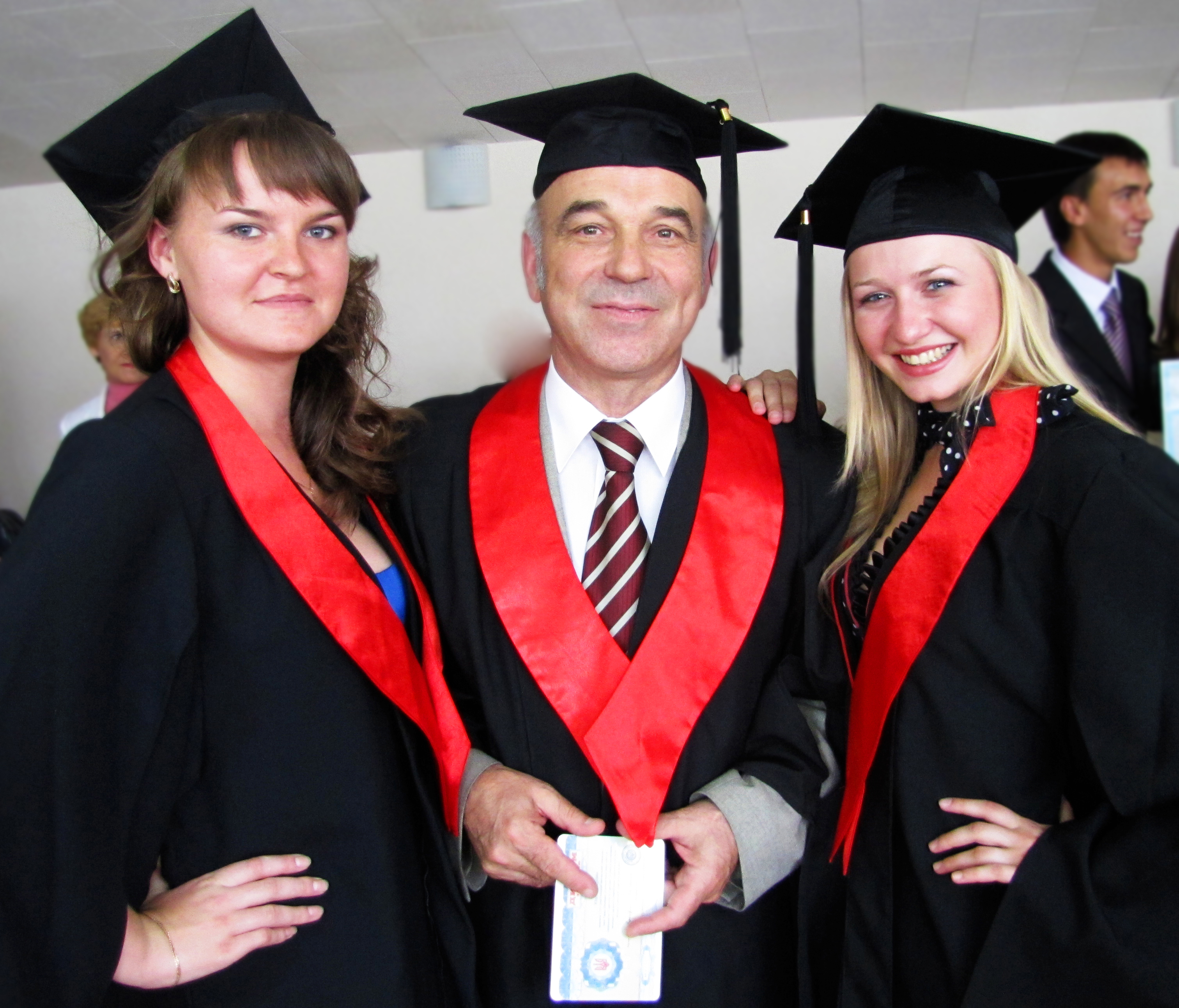
Вручення диплома магістра випускникам Київського національного університету імені Тараса Шевченка

Здобуття ступеня магістра може також здійснюватися на базі відповідної освітньо-професійної програми підготовки спеціаліста (нормативний термін навчання визначається індивідуальною програмою з урахуванням академічної різниці між освітньо-професійною програмою спеціаліста та магістра, але не може перевищувати одного року).
Зазначена освітньо-професійна програма підготовки магістра включає поглиблену фундаментальну, гуманітарну, соціально-економічну, психолого-педагогічну, спеціальну та науково-практичну підготовку. Заклад вищої освіти реалізує освітньо-професійні програми підготовки магістрів за спеціальностями IV рівня акредитації.
За «Законом України про вищу освіту» передбачається підготовка магістрів за двома програмами:
- освітньо-професійною (90-120 кредитів ЄКТС);
- освітньо-науковою (120 кредитів ЄКТС). Освітньо-наукова програма магістра обов'язково включає дослідницьку (наукову) компоненту обсягом не менше 30 відсотків.[35]

Освітньо-професійна програма підготовки магістра медичного та ветеринарно-медичного спрямування може забезпечувати здобуття кваліфікації магістра на базі освітньо-професійної програми післядипломної підготовки (клінічної ординатури, інтернатури тощо). Нормативний термін навчання визначається відповідним міністерством за погодженням з Міносвіти.
Освітньо-професійна програма підготовки магістра юридичного спрямування в разі цільової підготовки за замовленням правоохоронних органів може забезпечувати здобуття кваліфікації магістра на базі повної загальної середньої освіти.
Особі, яка успішно виконала освітню програму підготовки магістра та пройшла атестацію, заклад вищої освіти на підставі рішення екзаменаційної комісії присуджує ступінь магістра, присвоює відповідну кваліфікацію та видає документ про вищу освіту — диплом магістра..

## Етимологія слова
Магістр (лат. magister — «майстер», «вчитель»):
1) у Давньому Римі посадова особа (магістр вершників і ін.); пізніше в Європі — голова деяких світських і церковних закладів (наприклад, Великий Магістр (гросмейстер) — голова духовно-лицарського ордену);
2) у деяких країнах — освітньо-кваліфікаційний рівень, середній між бакалавром і доктором наук: присуджується особам, які закінчили університет або еквівалентний заклад освіти і вже є бакалаврами, а також пройшли додатковий курс навчання (1–2 роки), склали спеціальні іспити і захистили магістерську дисертацію; в Російській Федерації введена на початку 1990-х рр.
3) у Росії у XIX — на початку XX століть найнижчий учений ступінь.
4) у масонстві магістр — керівник масонської ложі.

## Магістр за кордоном
Існують різновиди ступеня магістр (англ. Master's degree) у Європейському союзі та Північній Америці, наприклад:
- Master of Arts[en] або M.A. (укр. Магістр мистецтв) присуджується в гуманітарних галузях знання;
- Master of Science[en] або M.Sc. (укр. Магістр наук) присуджується в точних і природничих науках.

Подібно також:
- Master of Fine Arts або MFA (укр. Магістр образотворчих мистецтв)
- Master of Law або LL.M (укр. Магістр права)
- Master of Public Administration або MPA (укр. Магістр державного управління)
- Master of Engineering[en] або M.Eng. (укр. Магістр технічних наук)
- Master of Business Administration або MBA (укр. Магістр ділового адміністрування)
- Master of Business Administration (IT Management) або MBA (укр. Магістр бізнес-адміністрування в інформаційних технологіях)
- Master of Divinity[en] або MDiv (укр. Магістр богослов'я)
- Master of Physics[en] або MPhys (укр. Магістр фізики)
- Master of Surgery[en] або ChM (укр. Магістр хірургії)
- Master of Public Health[en] або MSPH (укр. Магістр хірургії)
- фр. Mastère Spécialisé або MS (укр. Спеціалізований магістр)

У Європейському союзі й у Північній Америці більшість студентів не продовжує навчання в магістратурі, тому що бакалаврат вважається підтвердженням повноцінної й завершеної вищої освіти. Продовжують навчання в магістратурі частіше студенти, які планують займатися науковими дослідженнями або педагогічною діяльністю в закладі вищої освіти.